# Stanislas Rodanski
Pour les articles homonymes, voir Glucksmann.
Bernard Glücksmann, dit Stanislas Rodanski, né le 30 janvier 1927 à Lyon (Rhône), où il est mort le 23 juillet 1981, interné dans un hôpital psychiatrique, est un poète et romancier surréaliste français. Il a signé également des textes sous les pseudonymes de Tristan, Lancelo (sans « t »), Arnold, Stan, Nemo, Astu, etc. 

« Les intimes m'appellent Stan, les familiers Bernard, les indifférents Rodanski et les flics Glücksmann »

— Dernier journal tenu par Arnold

## Biographie
Stanislas Rodanski est élevé par ses grand-mères en raison du divorce de ses parents. À partir de 1939, il est interne dans différents pensionnats et collèges entre Megève et Chamonix. Très vite, il commence à mener une vie de mauvais garçon, fait plusieurs fugues dont une en 1943 pour rejoindre une troupe de comédiens. En 1944, il commence à écrire son journal. La même année, alors qu'il retrouve sa mère à Saint-Dié, il est arrêté le 8 novembre par les Allemands et déporté dans un camp de travail en Allemagne, à Mannheim.
De retour à Lyon, en 1945, il rencontre le peintre Jacques Hérold qui lui fait découvrir le surréalisme. En 1946, Stanislas Rodanski s'inscrit à l'École des beaux-arts de Lyon, mais n'y reste qu'un mois.
En 1947, après avoir contacté André Breton, à qui il écrit « il y a un monde et une vie à faire, car j'ai dix-neuf ans, je refuse ma solitude morale et je refuse aussi l'amitié des imbéciles... Je ne suis pas encore fou », il signe le manifeste collectif Rupture inaugurale et fait partie du comité de rédaction de la revue surréaliste Néon, qu'il fonde avec Sarane Alexandrian, Claude Tarnaud, Jindřich Heisler et Véra Hérold. Cette revue qui se propose d'apporter une nouvelle lumière sur le Monde et d'aller du Néant à l'Être porte en exergue la formule dont il est l'auteur « N'être rien, Être tout, Ouvrir l'être ».
À l'automne, il subit une séance d'électro-chocs à l'hôpital de Caluire. Son existence est de plus en plus agitée et erratique : tentative de suicide, avec Béatrice de la Sablière, emprisonnement pour un « vol » de voiture (jamais prouvé), nouvelle hospitalisation. Sorte de « poète voyou», menant une vie constamment précaire et mouvementée, pratiquant volontiers ce qu'il nommait « le terrorisme amusant », consommant régulièrement alcool et stupéfiants (en particulier des amphétamines), il sera plusieurs fois interpellé par la police, pour vagabondage, trafic d'armes, de stupéfiants, vols, grivèlerie, et fera plusieurs séjours en prison et hôpital psychiatrique. « C'est pour le plaisir que je me suis placé hors la loi et non par nécessité - Le besoin d'insécurité est moral chez moi », écrit-il dans Substance 13, comme s'il cherchait l'insécurité pour mieux la conjurer, pratiquant volontiers l'humour noir pour conjurer la folie, jusqu'à l'égarement, car il finit par se perdre en elle. Il vécut, comme l'écrit plus tard Alain Jouffroy, tel un « fou errant », « dans un vide social absolu », rebelle allergique au monde et à la société, voulant vivre son rêve jusqu'au bout, au risque de s'y brûler et de n'être qu'un « raté de l'aventure ». Enfermé dans son drame intérieur, mélange de ravissement et de terreur, en quête de pureté (« le stupéfiant-pureté », comme il appelle cette chimère) et hanté par un désir éperdu de liberté qui le conduit à la folie, il s'invente sa propre légende, sorte de « mytho-biographie » qui compose à la fois sa vie et ses écrits, inséparablement, et où s'enchevêtrent la réalité et l'onirisme : « le plus grand des rêves qui puisse exister, c'est la vie » (Horizon perdu).
Revenu à Paris, il s'intègre au petit noyau que forment au sein du groupe surréaliste les écrivains et poètes Sarane Alexandrian, Francis Bouvet, Alain Jouffroy, Jean-Dominique Rey, Claude Tarnaud, le peintre Victor Brauner et partage un temps une chambre, 4 rue du Dragon, avec Alain Jouffroy, avant de se brouiller avec lui. Celui-ci évoquera plus tard son énigmatique ami, sous le nom d'Ivan, dans un roman à clés, Le Temps d'un livre (1966). Espoirs surréalistes déçus, car en novembre 1948, ce noyau est exclu par Breton pour « travail fractionnel », au moment de l'exclusion du peintre Roberto Matta. Cependant, Breton reconnaîtra son erreur dans une lettre du 22 septembre 1964 à Alexandrian.
Entre-temps, en juin 1948, plus par goût de l'exotisme, de l'aventure et par passion des armes, il s'engage dans un commando de parachutistes duquel il déserte au bout de quelques mois. En janvier 1949, il est arrêté et hospitalisé à l'hôpital psychiatrique Perray-Vaucluse à Sainte-Geneviève-des-Bois pendant quatre mois, puis interné au quartier des fous criminels de l'hôpital de Villejuif, asile où il reste d'août 1949 à octobre 1952. Jusqu'à cette période, il ne cesse d'écrire, ses premiers textes étant placés sous les figures tutélaires de Lautréamont, Gérard de Nerval, Jacques Vaché ou Antonin Artaud, même s'il ne cherche pas à les publier, destinant ses textes (nouvelles, récits, mélanges de journal et de fiction, poèmes, fragments, lettres) à ses amis :  « Il ne s'agit pas de faire une œuvre, mais de faire acte de présence à moi-même » (L'homme qui se croit fou). En 1952, il collabore néanmoins aux deux Cahiers du Soleil noir : La Révolte en question et Le Temps des assassins.
À sa sortie de Villejuif, il retourne à Lyon, puis erre entre Lyon, Megève et Paris. Ensorcelé par ses doubles et son imaginaire, « spectr'acteur » de sa vie, à la fois spectateur, acteur et spectre de lui-même, il se réfugie et se perd de plus en plus dans les horizons chimériques de la « vérité rêvée » : « Je cherche obstinément la vérité, à travers mes illusions » (Histoire de fou). Mais finalement son égarement et son désespoir le conduisent à se laisser dévorer par la fiction et les délires de la folie, égaré dans la poursuite de ses chimères, victime de son rêve et de la perte de tout horizon. Il n'y a plus pour lui que des « horizons perdus », une des ritournelles obsédantes de son œuvre, associée au mythe de Shangri-La, lieu d'un bonheur perdu, qu'il découvrit à travers le film Lost Horizon de Frank Capra (1937). Envers de cet « horizon perdu », l'hôpital psychiatrique est alors son seul et ultime refuge, loin du fracas et de l'incertitude du monde. « Trop exigeant pour vivre », selon sa formule dans des Proies aux chimères, dans la nuit du 31 décembre 1953, âgé de 27 ans, il entre volontairement, en partie sur intervention de sa famille selon François-René Simon, à l'hôpital psychiatrique Saint-Jean-de-Dieu à Lyon d'où il ne sortira plus et où il mourra, enfermé dans le silence, avec des allures de clochard ou de sage ermite.
Entre-temps, contacté par François Di Dio, il acceptera que soit publié en 1975 son récit La Victoire à l'ombre des ailes, inclassable « romancero d'espionnage », à la fois roman policier de sa vie et poème d'aventure, avec des illustrations de Jacques Monory et une préface de Julien Gracq, qui évoque le « procès-verbal d'une des aventures les plus chargées d'enjeu qui aient été poursuivies dans la lumière du surréalisme, une des très rares qui n'aient pas reculé devant la traversée de ses paysages dangereux, et qui en aient affronté les derniers risques. » « Pistolero de l'aventure surréaliste » qui s'est laissé dévorer par son « aura de fictif » (Lettre au Soleil Noir), il laisse une œuvre singulière et fragmentaire, écrite dans une langue flamboyante, qui ressemble à une déroutante expédition mentale et littéraire. « Au souvenir des événements de ma vie, j'éprouve le sentiment qu'il s'agit d'une fiction où il me serait impossible de démêler la chimère de la vérité », écrit-il dans En mettant au point ces récits.
Stanislas Rodanski a laissé de nombreux carnets et feuillets, encore largement inédits, conservés à la Bibliothèque municipale de Lyon et à la Bibliothèque littéraire Jacques Doucet. Des extraits en ont été publiés dans la revue Avant Post et dans Stanislas Rodanski, éclats d'une vie (éditions Fage, 2012).
Alors qu'il était à l'hôpital Saint-Jean-de-Dieu à Lyon, Rodanski accepta de participer au tournage du film Horizon perdu, réalisé entre 1977 et 1980 par Jean-Paul Lebesson, d'après un bris-collage de Bernard Cadoux et Jean-Paul Lebesson, sur une fabulation de Rodanski (film 16 mm, noir et blanc, 37 min).

## Œuvres
- La Victoire à l'ombre des ailes [roman] précédé de Lettre au Soleil Noir, Lancelo et la Chimère, suivi de Le Sanglant Symbole ; préface de Julien Gracq, illustrations de Jacques Monory, Paris, Le Soleil noir, 1975 ; réédition (même contenu mais avec les textes remis dans l'ordre chronologique) La Victoire à l'ombre des ailes suivi de Lancelo et la Chimère, Lettre au Soleil Noir et Le Sanglant Symbole, Paris, Christian Bourgois, 1989 ; recueil repris dans Écrits, 1999.
- Des proies aux chimères [recueil de 30 textes], préface de Jean-Michel Goutier, illustrations de Jacques Hérold, Paris, éditions Plasma, 1983 ; recueil repris dans Écrits, 1999.
- Spectr'Acteur, frontispice de Jacques Hérold, Angers, éditions Deleatur, coll. Première Personne, 1983, réédité dans Des Nouvelles de Deleatur, Ginkgo éditeur, 2006.
- Dernier journal tenu par Arnold - 2 mai/7 juin 1948, Angers, éditions Deleatur, coll. Première Personne, 1986.
- Horizon perdu. Lettres, rêves, poèmes et récits, préface de Bernard Cadoux et texte du film de Jean-Paul Lebesson, Seyssel, Comp'act, 1987.
- La Montgolfière du Déluge, avant-propos de Jacques-Elisée Veuillet, Angers, éditions Deleatur, coll. Première Personne, 1991.
- Journal 1944-1948, suivi de Stan par Jacques Borgé, présentation de Jacques-Elisée Veuillet et François-René Simon, Angers, éditions Deleatur, coll. Première Personne, 1991.
- Le Surétant non être, Draguignan, éditions Unes, 1994.
- Écrits - sous le signe du Soleil Noir, édition établie par François Di Dio et Jean-Michel Goutier, Paris, Christian Bourgois, 1999.
Reprend les textes contenus dans les deux recueils La Victoire à l'ombre des ailes et Des proies aux chimères, y ajoute les textes inédits « Fragment du liminaire du Cours de la liberté », « Rêve du 8 décembre 1949 », « Rêve du 10 décembre 1949 », « Rêve du 2 avril 1950 ».
- La Nostalgie sexuelle, suivi de Le chant de la Nostalgie sexuelle, frontispice de Béatrice de la Sablière, St Gély du Fesc, éditions L'arachnoïde, 2005.
- Requiem for me, poème, Les Cabannes, éditions Fissile, 2007.
- Requiem for me, roman, 1952, frontispice de Jorge Camacho, présenté par François-René Simon et suivi de deux lettres à Jacques Veuillet, Paris, éditions des Cendres, 2009.
- Le Cours de la liberté, frontispice de Jean-Gilles Badaire, St Gély du Fesc, éditions L'arachnoïde, 2010.
- Le Club des ratés de l'aventure, préface de Bernard Cadoux, peintures de Claude Viallat, Fontaine de Vaucluse, Le Renard Pâle éditions, 2012.
- Substance 13, édition établie et présentée par François-René Simon, Paris, éditions des Cendres, 2013.
- Je suis parfois cet homme, poésie, édition établie et présentée par François-René Simon, Paris, Gallimard, 2013.
- Rêves (janvier-décembre 1951), St Gély du Fesc, éditions L'arachnoïde, 2015.
- Le rêve du 16 août 1951 et son interprétation (inédit), présenté et annoté par François-René Simon, L'Or aux 13 îles, no 4, 2023.

## Films
- Horizon perdu, film de Jean-Paul Lebesson, d'après un bris-collage de Bernard Cadoux et Jean-Paul Lebesson, avec et sur une fabulation de Rodanski, 1980 (16 mm, noir et blanc, 37 min).
- S.R. enquête sur un tueur d'images, film de Jean-Paul Lebesson, scénario de Jean-Paul Lebesson et Bernard Cadoux,  coproduction Cargo et France 3, avec la participation du CNC, 1993 (16 mm, couleur, 53 min).

## Adaptations théâtrales
- Le Rosaire des voluptés épineuses, par Georges Lavaudant, compagnie LG Théâtre, Paris, 2016 [4].